# Djibouti vid världsmästerskapen i friidrott 2023
Djibouti tävlade vid världsmästerskapen i friidrott 2023 i Budapest i Ungern mellan den 19 och 27 augusti 2023.

## Resultat
Djiboutis trupp bestod av tre idrottare.

### Herrar
Gång- och löpgrenar
| Idrottare      | Gren        | Försöksheat | Försöksheat | Final    | Final     |
| Idrottare      | Gren        | Resultat    | Placering   | Resultat | Placering |
| -------------- | ----------- | ----------- | ----------- | -------- | --------- |
| Mohamed Ismail | 5 000 meter | 13.33,51    | 6 Q         | 13.23,89 | 11        |
| Ibrahim Hassan | Maraton     | —           | —           | 0DNF0    | 0DNF0     |
| Hassan Waiss   | Maraton     | —           | —           | 0DNF0    | 0DNF0     |